# Thürkow
Thürkow település Németországban, Mecklenburg-Elő-Pomeránia tartományban. Lakosainak száma 365 fő (2023. december 31.).

## Népesség
A település népességének változása:
| Lakosok száma | 386  | 391  | 375  | 373  | 365  |
|               | 2017 | 2019 | 2021 | 2022 | 2023 |